# Ninfodora
Ninfodora  è un nome proprio di persona italiano femminile.

## Varianti
- Femminili: Ninfadora
- Maschili: Ninfodoro[2]

### Varianti in altre lingue
- Catalano: Nimfodora[3]
- Georgiano: ნიმფოდორა (Nimpodora)
- Greco antico: Νυμφοδώρα (Nymphodora)[4]
  - Maschile: Νυμφόδωρος (Nymphodoros)[5][6]
- Inglese: Nymphadora[5]
- Latino: Nymphodora[1]
  - Maschile: Nymphodorus
- Polacco: Nimfodora
- Serbo: Нимфодора (Nimfodora)
- Spagnolo: Ninfodora[3]

## Origine e diffusione
Deriva dal nome greco Νυμφοδώρα (Nymphodora); è composto da νυμφη (nymphe, che vuol dire "sposa" ma anche "ninfa") e δωρον (doron, "dono"). A seconda di come viene interpretato il primo elemento, il significato complessivo può essere "sposa donata", "dono di una sposa", oppure "dono delle ninfe". Il primo elemento si trova anche nel nome Ninfa mentre il secondo, molto ben diffuso nell'onomastica greca, è presente anche in Eliodoro, Metrodoro, Menodoro, Eudora, Dorotea e via dicendo.
Il nome è ricordato principalmente per via di una santa così chiamata; una persona di nome Nymphas, probabilmente una forma ipocoristica di Nymphodoros o Nymphodora, viene inoltre citata nel Nuovo Testamento (in Co4:15). In Italia, dove è giunto tramite importazione catalana, il nome gode di scarsissima diffusione.

## Onomastico
L'onomastico si può festeggiare il 10 settembre in memoria di santa Ninfodora, martire con le sorelle Menodora e Metrodora in Bitinia.

## Persone

### Variante Nimfodora
- Nimfodora Semёnovna Semёnova, attrice teatrale russa

### Variante maschile Ninfodoro
- Ninfodoro di Abdera, cognato di Sitalce, re di Tracia

## Il nome nelle arti
- Ninfadora Tonks è un personaggio della serie di romanzi e film Harry Potter, creata da J. K. Rowling.